# Kai Jessen
Kai Jessen (* 1965) ist ein deutscher Autor und Musikjournalist.

## Leben
Jessen wurde 1965 geboren. Nach einer kurzen Modelkarriere begann er mit dem Schreiben. Mittlerweile veröffentlichte er mehrere popkulturelle Bücher im Wilhelm Heyne-Verlag.
Jessen lebt in Berlin und ist verheiratet mit der Pop-Autorin Lena von Rath.

## Werke (Auswahl)
- Jessen, Kai: Janet Jackson. That’s the way love goes. Originalausgabe, München 1997 (Heyne Allgemeine Reihe 01/10009).
- Jessen, Kai: Oasis. Behind the wonderwall. Originalausgabe, München 1997 (Heyne Allgemeine Reihe 01/10069).
- Jessen, Kai: Mariah Carey. You’ve got me feeling emotions. Originalausgabe, München 1997 (Heyne Allgemeine Reihe 01/10088).
- Jessen, Kai: DJ Bobo. There’s a party! Tänzer, Sänger, Superstar. Originalausgabe, München 1997 (Heyne Allgemeine Reihe 01/11000).
- Jessen, Kai: Die Toten Hosen. Für immer Punk! Originalausgabe, München 1997 (Heyne Allgemeine Reihe 01/11006).